# Teorema de la mariposa

Diagrama del teorema de la mariposa

Demostración del teorema

El teorema de la mariposa es un teorema de geometría euclídea. Establece que:
| Si M es el punto medio de la cuerda PQ de un círculo y AB y CD son cuerdas que pasan por M, entonces M es el punto medio de XY. |

## Historia
Probar el teorema de la mariposa fue planteado como un problema por William Wallace en The Gentlemen's Mathematical Companion (1803). Tres soluciones fueron publicadas en 1804, y en 1805 sir William Herschel planteó de nuevo la pregunta en una carta a Wallace. El reverendo Thomas Scurr hizo la misma pregunta otra vez en 1814 en el Gentlemen's Diary or Mathematical Repository.